# 傅伯寧
傅伯寧（1960年12月11日—2008年2月3日），筆名胡拜年，台灣台北市士林區社子島人，作家、翻譯家，以《單親爸爸手記》等聞名。

## 生平
傅伯寧為社子島人，有一親妹、弟弟。傅伯寧在台灣讀大學時共讀過三個系所，後以淡江大學日文系畢業，至筑波大學文藝語言科研究所念書。
傅伯寧曾任職日本文摘雜誌社、時報出版社及《聯合報》編輯部綜藝新聞中心，翻譯《藝術在哪裡？》等外文書籍。1990年，他在《聯合報》開設笑話專欄，後以筆名「胡拜年」發表。
傅伯寧在獨子讀小學二年級時，妻子離婚出家作比丘尼。1996年傅伯寧搬家，與兒子單獨住在士林通河西街二段，為僅十坪大的套房。該年，傅伯寧將與小學二年級的兒子相處過程投稿在《聯合報》。日後，傅伯寧將父子相處過程集結出版《單親爸爸手記》，成為臺灣第一本出自單親父親的教養記錄。傅伯寧還到處演講，分享自己身為單親爸爸的心靈歷程。後來，傅伯寧服務於人本教育文教基金會，為特約作者。
2008年2月5日早上8點50分，新竹貨運蔡姓送貨員前往傅伯寧的套房送貨時，發現門未上鎖、且充滿瓦斯味。警方進入現場，發現四十八歲的傅伯寧已倒斃在浴室，廿歲兒子傅子昂也在床上身亡。調查結果是因老熱水器安置在屋內，又天冷僅在廚房微開窗，造成父子在兩天前因一氧化碳中毒身亡。

## 著作
- 傅伯寧. . 人本教育文教基金會. 2003. ISBN 9789579867672.
- 傅伯寧. . 漢藝色研. 1991. ISBN 9789576221149.

## 外部連結
傅伯寧的Blogger部落格